# The Dead Weather
I The Dead Weather sono un supergruppo musicale statunitense di genere alternative rock, formatosi a Nashville nel marzo 2009.

## Storia del gruppo
La band è composta dalla cantante Alison Mosshart (The Kills), dal bassista Jack Lawrence (Raconteurs, The Greenhornes, City and Colour), dal chitarrista Dean Fertita (Queens of the Stone Age) e dal cantante/chitarrista/batterista Jack White (White Stripes, The Racounters).
La prima produzione del supergruppo è rappresentata dal singolo Hang You from the Heavens, pubblicato nel marzo 2009 dalla Third Man Records (etichetta facente capo a Jack White) e inserito nell'album di debutto Horehound, uscito nel luglio 2009.
Nel maggio 2010 è stato pubblicato il secondo album del gruppo registrato a Nashville e intitolato Sea of Cowards. L'album ha raggiunto la quinta posizione della classifica Billboard 200.

## Formazione
- Alison Mosshart - voce, chitarra
- Dean Fertita - chitarra, tastiere
- Jack Lawrence - basso
- Jack White - batteria, voce

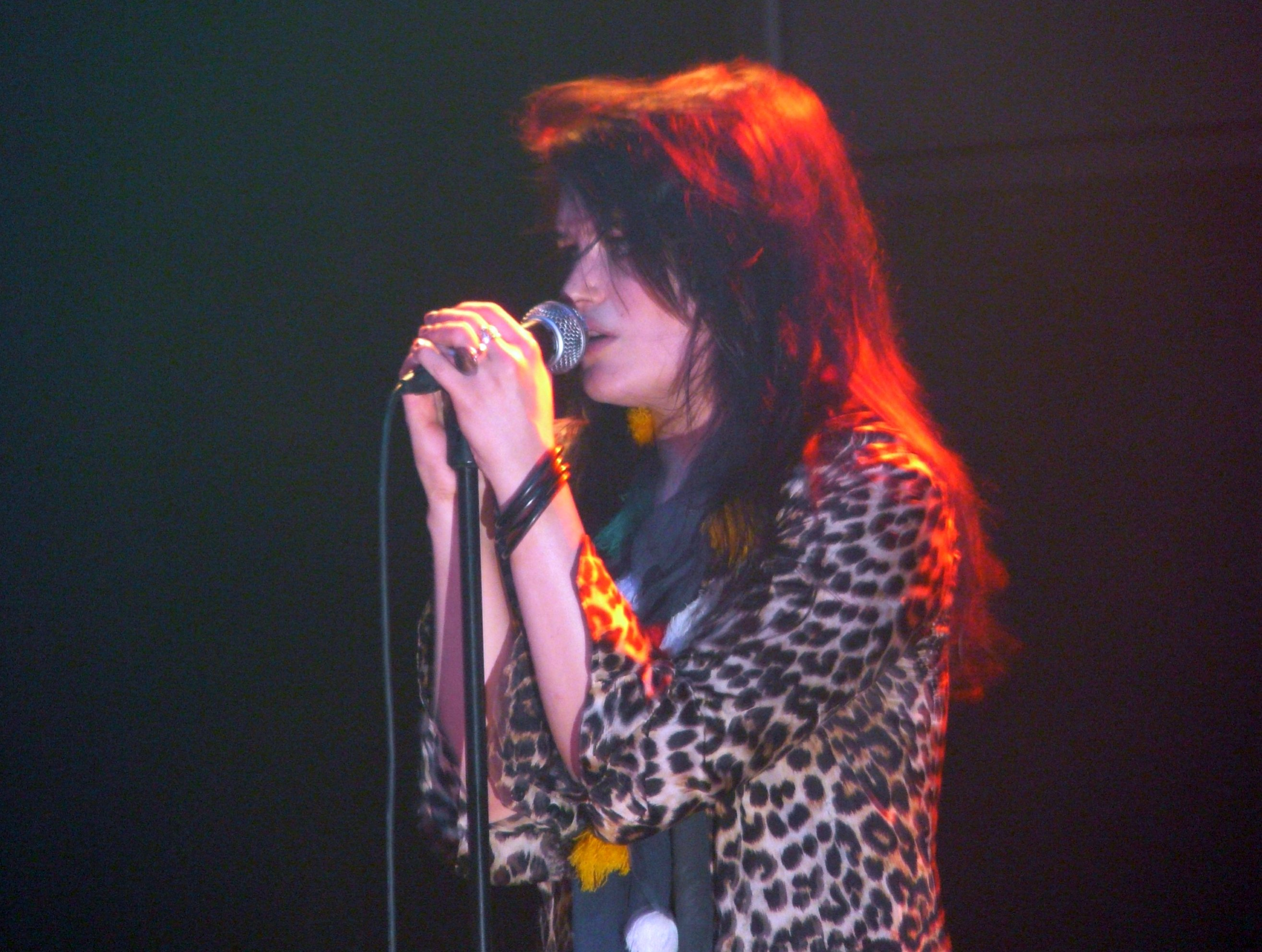
Alison Mosshart
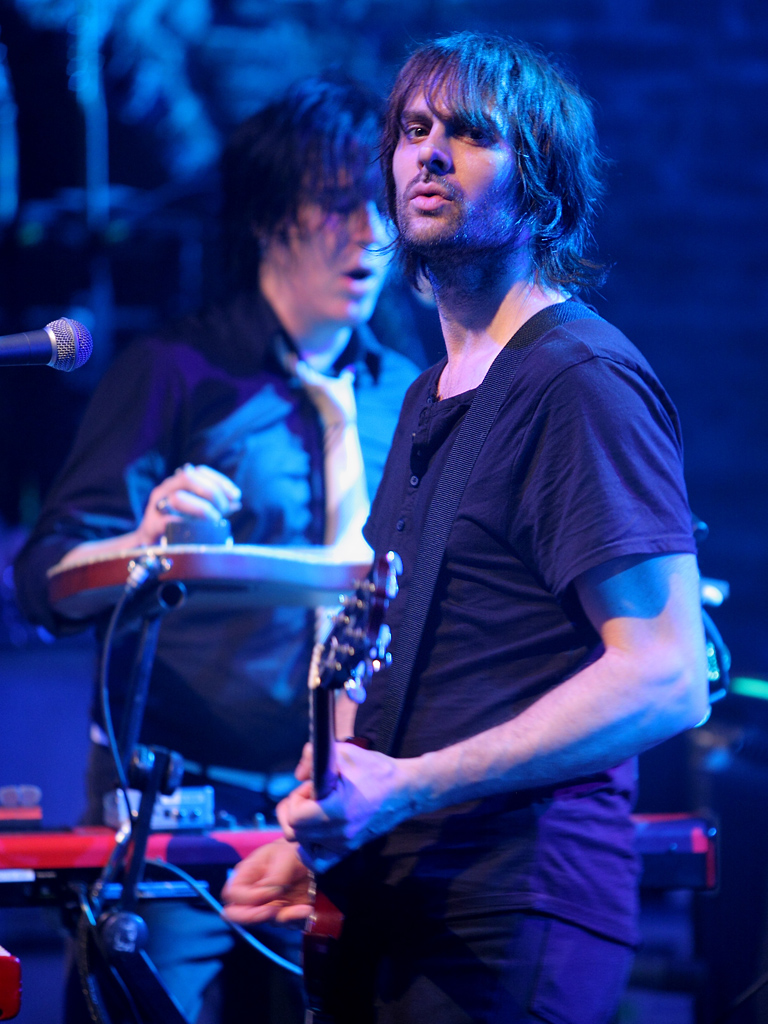
Dean Fertita
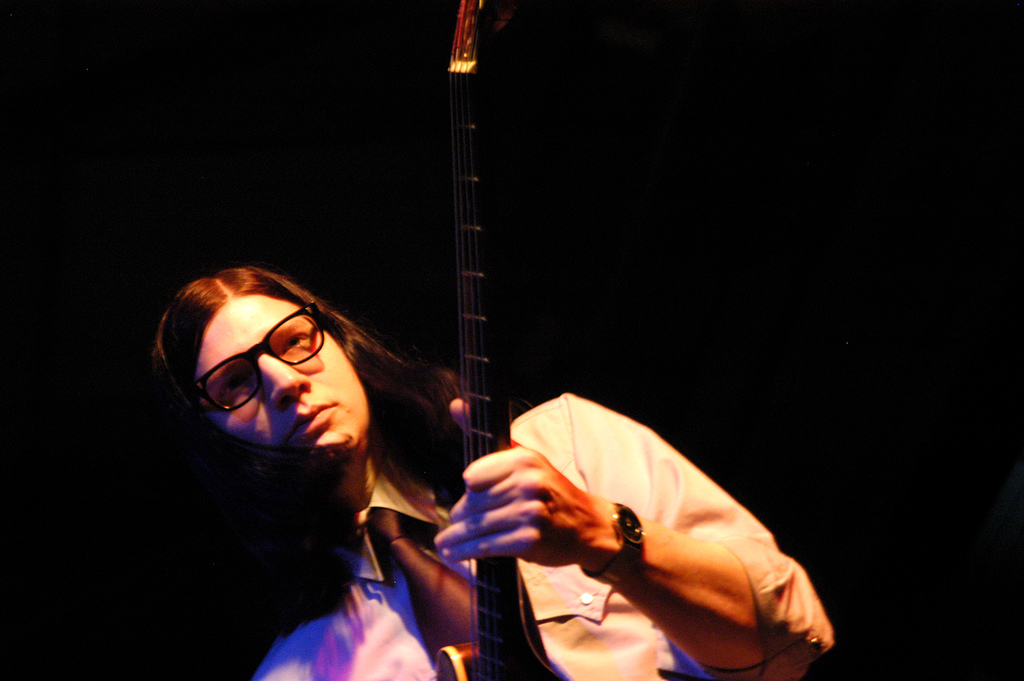
Jack Lawrence
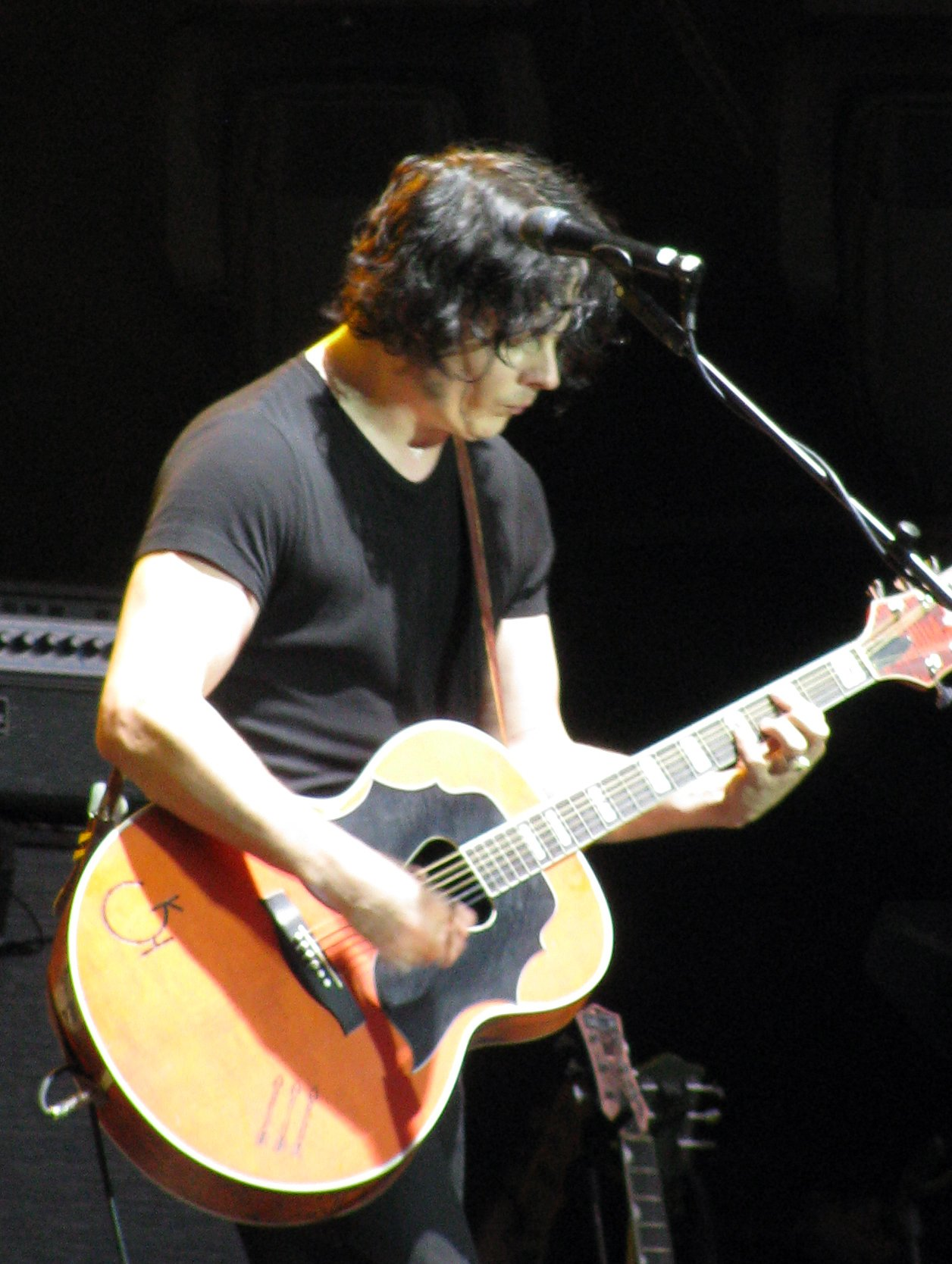
Jack White

## Discografia

### Album studio
- 2009 - Horehound
- 2010 - Sea of Cowards
- 2015 - Dodge & Burn

### Album live
- 2009 - Live at Third Man Records West

### Singoli
- 2009 - Hang You from the Heavens
- 2009 - Treat Me Like Your Mother
- 2009 - I Cut Like a Buffalo
- 2010 - Die By the Drop
- 2010 - Blue Blood Blues
- 2013 - Open Up (That's Enough)/Rough Detective
- 2014 - Buzzkill(er)/It's Just Too Bad